# J. Edwin Seegmiller
Jarvis „Jay“ Edwin Seegmiller (* 22. Juni 1920 in St. George, Utah; † 31. Mai 2006 in La Jolla, Kalifornien) war ein US-amerikanischer Biochemiker, Genetiker und Gerontologe. Er konnte die Ursachen einer Reihe angeborener Stoffwechselstörungen aufklären, insbesondere entdeckte er den Enzymdefekt, der dem Lesch-Nyhan-Syndrom zugrunde liegt.

## Leben
Seegmiller war das jüngste von neun Kindern und der einzige Sohn von Edwin Dee und Eleanor Woodbury Jarvis Seegmiller, einer Farmerfamilie aus St. George, Utah. Henry Eyring, ein Freund der Familie, brachte J. Edwin Seegmiller mit der Wissenschaft in Kontakt. Am Dixie College erwarb Seegmiller 1940 als Jahrgangsbester einen ersten Abschluss und 1942 an der University of Utah in Salt Lake City einen Bachelor in Chemie. Der Ausbruch des Zweiten Weltkriegs verhinderte, dass er an der Princeton University oder der Pennsylvania State University, wo er jeweils zu einem postgradualen Studium zugelassen worden war, weiter Chemie studierte.
Einen Teil seines Militärdienstes absolvierte Seegmiller in einem Forschungsprojekt der National Institutes of Health (NIH), wo er mit den (bio)chemischen Ursachen von Krankheiten beschäftigt war. Nach dem Krieg studierte Seegmiller an der University of Chicago Medizin und erwarb 1948 einen M.D. Als Assistenzarzt arbeitete er zunächst am Johns Hopkins Hospital in Baltimore, Maryland, bevor er zu Bernard Horecker an das National Institute of Arthritis and Metabolic Disease (NIAMD) wechselte, heute National Institute of Arthritis and Musculoskeletal and Skin Diseases, eine Einrichtung der NIH in Bethesda, Maryland. Nach Forschungsaufenthalten am Thorndike Memorial Laboratory der Harvard Medical School in Boston (1952) und dem Public Health Research Institute in New York City (1953) ging Seegmiller 1954 zurück an das NIAMD. Hier wurde er – nach einem einjährigen Forschungsaufenthalt in London – 1960 stellvertretender wissenschaftlicher Direktor und 1966 Leiter der Abteilung für Human Biochemical Genetics („biochemische Genetik beim Menschen“).
1969 wurde er Professor für Innere Medizin und Leiter der Abteilung für Arthritis an der neugegründeten Medizinfakultät der University of California, San Diego (UCSD). Als Guggenheim Fellow ging Seegmiller 1982 an das Schweizer Institut für Experimentelle Krebsforschung in Lausanne. 1983 war er Gründungsdirektor des gerontologischen Forschungsinstituts der UCSD, heute Stein Institute for Research on Aging. 1990 ging er als Direktor in den Ruhestand, war aber noch bis kurz vor seinem Tode wissenschaftlich aktiv und hatte die Funktion eines stellvertretenden Direktors inne.
Mit Roberta Mae Eads († 1992) war er seit 1950 verheiratet, das Paar hatte vier Kinder. In zweiter Ehe war er seit 1995 mit Barbara Ellertson verheiratet.

## Wirken
Seegmiller gehörte zu den ersten medizinischen Forschern, die sich mit angeborenen Stoffwechselstörungen befassten. Er gilt als Pionier der Verwendung von Fibroblasten in Zellkultur als In-vitro-Modell für Stoffwechselkrankheiten. Mittels Isotopenmarkierung gelangen ihm wichtige Entdeckungen zu Störungen des Purin- und Aminosäuren-Stoffwechsels. Seine Arbeiten waren grundlegend für das Verständnis von Gicht und Gicht-Arthropathie.
Seegmiller entdeckte 1967 den Enzymdefekt (fast vollständiger Mangel an Hypoxanthin-Guanin-Phosphoribosyltransferase, HPRT), der dem Lesch-Nyhan-Syndrom zugrunde liegt, einer neurologischen Erkrankung, die durch geistige Retardierung, Verhaltensstörungen und vermehrte Produktion von Harnsäure gekennzeichnet ist. Wenn das durch eine Mutation betroffene Enzym HPRT noch eine Rest-Aktivität von wenigstens 8 % zeigt, resultiert nicht das Lesch-Nyhan-Syndrom, sondern das nach Seegmiller und William N. Kelley benannte Kelley-Seegmiller-Syndrom, das nicht durch neurologische Erscheinungen, sondern nur durch die Symptome der überschießenden Harnsäureproduktion gekennzeichnet ist: Nierensteine, Harnsäure-Nephropathie (siehe Hyperurikämie) und Hydronephrose (Harnaufstau), nach der Pubertät auch Gicht.
Weitere wichtige Arbeiten befassten sich mit den Ursachen der Cystinose, der Alkaptonurie oder der Pseudogicht. Seegmiller war an einer Expedition nach Vilcabamba in Ecuador beteiligt, die die Ursachen der dortigen (vermeintlichen) Langlebigkeit erforschte. Spätere Arbeiten waren grundlegend für die Entwicklung der Theorie der freien Radikale als Ursache des Alterns.
Seegmiller war Autor von mehr als 350 wissenschaftliche Publikationen.

## Auszeichnungen (Auswahl)
- 1968 Gairdner Foundation International Award[3]
- 1969 United States Public Health Distinguished Service Award
- 1969 International Geigy Rheumatism Prize
- 1970 Harvey Lecturer
- 1973 Mitglied der National Academy of Sciences[4]
- 1982 Mitglied der American Academy of Arts and Sciences[5]
- 1992 Master of the American College of Rheumatology